# 英国皇家海军超无畏舰列表

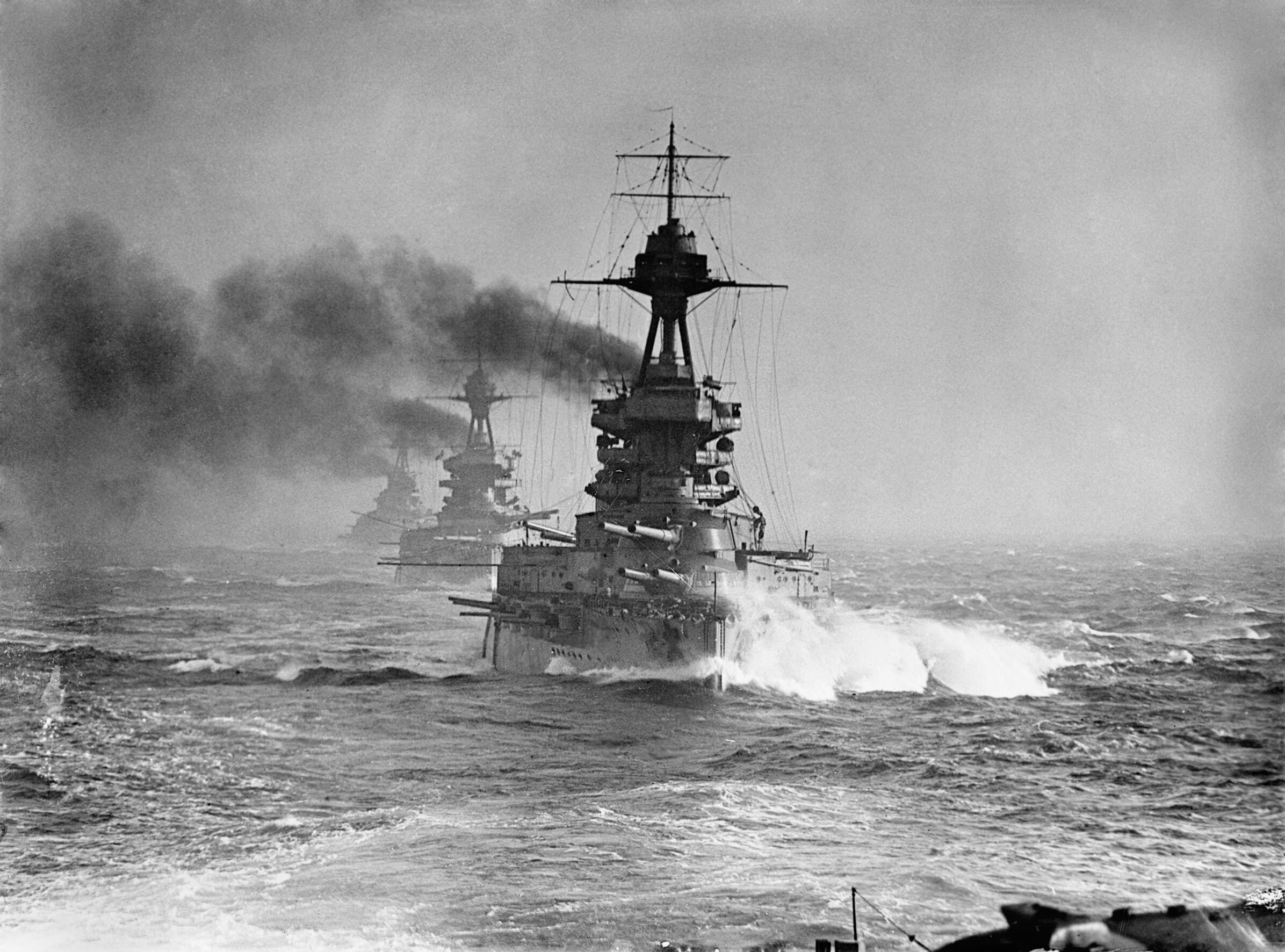
“本鲍”号率领一队三艘战列舰队。

英国皇家海军超无畏舰列表收录英国皇家海军自1909年起计划、建造或者曾在旗下服役过的所有超无畏舰。这些战舰大多是在第一次世界大战和第二次世界大战期间服役，在皇家海军的战列舰编制中占据了重要地位。这些舰只在设计和建造时采用了当时最新的技术和武器，具备更强的火力、更高的航速以及更完善的防护系统。超无畏舰概念源自无畏舰的基础设计，但进行了进一步的改进，使得其在战斗能力上超越了前一代战舰。这类战舰通常装备数门口径大于12英寸的主炮，舰体设计则更注重对敌方大口径火炮的防护能力。
为了在无畏舰渐成潮流的时代确保自身优势，英国率先开始建造了四艘搭载射程达两万米级别343毫米口径主炮的俄里翁級：“俄里翁”号、“君主”号、“征服者”号以及“雷神”号。这也是继美国南卡罗莱纳级战列舰之后最早在舰体中轴线上安装背负式炮塔的主力舰。在俄里翁级的基础上，英王乔治五世级进一步优化了舰体设计，并建造了“英王乔治五世”号、“百人队长”号、“大胆”号以及“阿贾克斯”号等五艘。铁公爵级在设计上与英王乔治五世级几乎一样，但副炮和排水量有所升级。这一舰级的“铁公爵”号、“马尔博罗”号、“本鲍”号和“印度皇帝”号在建成后都被分配为各舰队的旗舰。“阿金科特”号、“埃尔林”号和“加拿大”号最初分别是巴西、土耳其和智利向英国订购的战列舰，但因各种原因最终被编入英国皇家海军。伊丽莎白女王级采用了8门15英寸口径的主炮，但额外安装的锅炉使得本级五舰：“伊丽莎白女王”号、“厌战”号、“巴勒姆”号、“刚勇”号以及“马来亚”号建成后称为世界上最早的一批高速战列舰。最后一艘“阿金科特”号（HMS Agincourt）在开工前被取消。复仇级作为伊丽莎白女王级的降本替代品，原计划建造8艘，但最终仅建成了“复仇”号、“君权”号、“皇家橡树”号、“决心”号、“拉米伊”号五艘，“声望”号（HMS Renown）与“反击”号（HMS Repulse）改建为战列巡洋舰，而“抵抗”号（HMS Resistance）则被取消建造计划。N3级是与G3级战列巡洋舰同时期的方案，但因《华盛顿海军条约》限制而被取消。装备有16英寸主炮的纳尔逊级两舰：“纳尔逊”号和“罗德尼”号是《华盛顿海军条约》条款下英国皇家海军被允许建造的唯一一批新战列舰。英王乔治五世级在条约限制下安装了14英寸主炮。本舰级五舰：“英王乔治五世”号、“威尔士亲王”号、“约克公爵”号、“安森”号和“豪”号都活跃于第二次世界大战中。因第二次世界大战爆发，狮级最终开工的两舰“狮”号（HMS Lion）和“鲁莽”号（HMS Temeraire）被迫暂停建造，“征服者”号（HMS Conqueror）和“雷神”号（HMS Thunderer）则被取消计划。“前卫”号是英国建造完成的最后一艘战列舰。

## 历史
超无畏舰是继1906年无畏舰之后发展的战列舰类型，具备更强的火力和更厚的装甲。相比无畏舰，超无畏舰的主要特征是装备更大口径的主炮、更先进的火控系统，并在设计上更加注重舰艇整体的防护能力。超无畏舰的出现标志着海军技术的进一步发展，极大地影响了当时的海军军备竞赛和战列舰的发展。面对各海上强国海军中无畏舰逐渐成为主流的状况，为了加强自身优势，英国最早在无畏舰设计中采用超过305毫米口径的主炮。不同于前无畏舰时期“皇家主权”号上搭载的万米级343毫米主炮，1909年开工建造的俄里翁级所搭载的Mk V型射程可达两万米级。
在两次世界大战期间，各海上强国的战列舰建造活动都受到严格的国际限制，以防止在各国间再次爆发代价高昂的军备竞赛。面对与英国和日本进行海军军备竞赛并可能引发太平洋战争的前景，美国迫切希望各方缔结1922年《华盛顿海军条约》。该条约限制了每个海军大国都可以拥有战列舰的数量和规模，并要求英国在接受与美国平等地位的同时放弃英日同盟关系。在《华盛顿海军条约》之后，各国又签订了一系列旨在限制军舰吨位和数量的海军条约，其中就包括1936年的《第二次伦敦海军条约》。然而这些条约在1939年9月1日第二次世界大战开始时实际上已经失效。
条约的限制意味着1919年至1939年间新下水战列舰数量比1905年至1914年间少。这些条约还对舰只的最大排水量进行了限制，从而阻碍了战列舰设计的发展，并迫使英国海军对纳尔逊级和英王乔治五世级的设计进行了妥协。这一时期设计的战列舰因此也被称为条约型战列舰。原本规划中的英国N3级战舰延续了大排水量、更巨型的火炮和更厚重的装甲的设计趋势。但该舰级从未实际建造，其部分设计思路被纳尔逊级所继承。第二次世界大战后，英国海军的四艘幸存的英王乔治五世级舰只于1957年报废，“前卫”号也于1960年被报废。其他的英国战列舰都在1949年就被出售或拆解。
| 建造者 | 舰只的建造者的名称以及建造时的所在地                 |
| 主武装 | 主要武器的数量和类型                                 |
| 装甲   | 舰体装甲最大厚度                                     |
| 排水量 | 战斗状态下满载排水量                                 |
| 推进器 | 传动轴的数量，推进系统的类型、可提供的最高航速和功率 |
| 服役   | 舰只开建和结束建造的日期以及其最终结局               |
| 开建   | 开始安放龙骨的日期                                   |
| 下水   | 舰只下水的日期                                       |
| 完工   | 舰只完成建造、交付使用的日期                         |
| 结局   | 舰只最终结局（例如沉没、拆解）                       |

## 各舰概况

### 俄里翁级

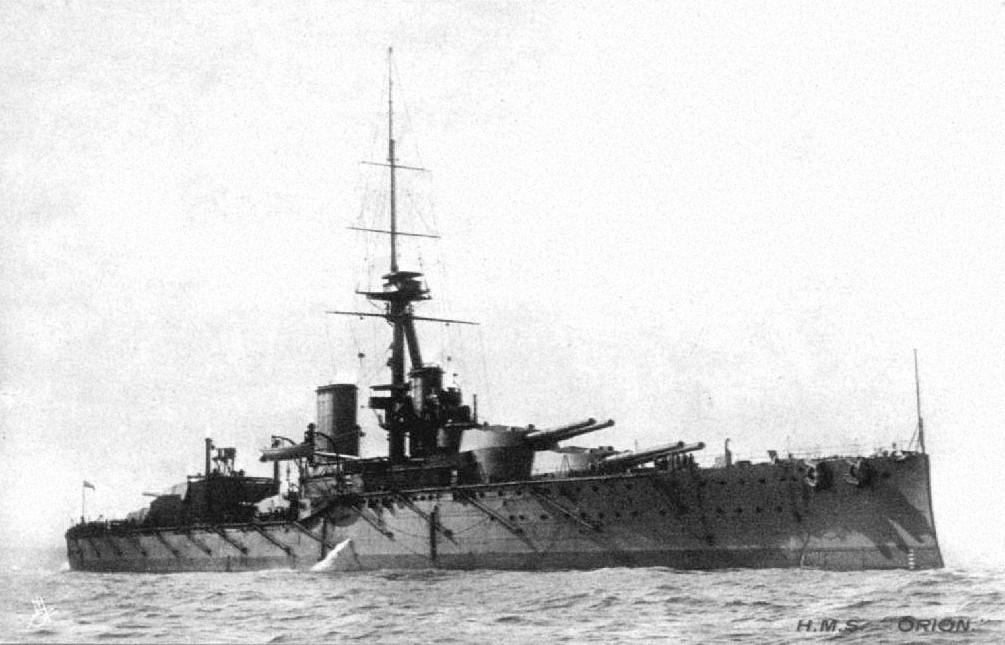
“俄里翁”号

俄里翁级战列舰“俄里翁”号、“君主”号、“征服者”号和“雷神”号是英国的第一批超无畏舰。俄里翁级也是继美国战列舰南卡罗莱纳级之后英国海军首批在舰体中轴线上安装背负式炮塔的舰只。本级炮塔内安装更大口径主炮，也就是10门45倍径13.5英寸（343）Mk V主炮。除了更强大的主炮外，本舰级还装备了与前级相同的50倍径4英寸（102）Mk VII副炮，8—12英寸（203—305）厚的克虏伯装甲带。而581英尺（177）的舰体总长使得最大排水量达到25,870公噸（25,460長噸）。尽管如此，与前级相同的两座帕森斯式蒸汽涡轮机驱动的4具传动轴依然能达到21節（39每小時；24英里每小時）。
本级四舰入役后被配属到本土舰队旗下第2战列舰分舰队，“俄里翁”号成为舰队旗舰。随后，四艘舰都参加了1914年7月9日在斯皮特黑德举行的舰队检阅，并在七月危机期间接受海军动员，随后在斯卡帕湾完成集结。本级四舰也参与了拦截12月16日袭击英国东北海岸的德国舰队的作战。1914年12月27日，在随大舰队返回斯卡帕湾时“征服者”号撞上了姊妹舰“君主”号，使得两舰都造成了不小的损伤。本级四舰都参加了日德兰海战，但都没有发射超过57发炮弹。“征服者”号和“雷神”号的发炮都没有命中目标，而“君主”号和“俄里翁”号分别击中了“国王”号和“藩侯”号一发，“吕佐夫”号五发。1918年11月21日，德国舰队在罗塞斯投降时，本级四舰都在场。1919年2月，这四艘军舰都被调到第3分舰队，“俄里翁”号则成为了舰队旗舰。到1919年底，本级四舰都被转移入后备舰队，但是在1920年初，“君主”号被转移到朴茨茅斯。那年夏天，“雷神”号和“君主”号被重新委任为往返地中海的运输舰队，“俄里翁”号于同年晚些时候也被调派到朴茨茅斯成为后备舰队的旗舰，直到1921年中期被“征服者”号接替后，再次为部队提供运输服务。1921年，“雷神”号和“俄里翁”号被改造成训练舰，并于次年根据《华盛顿海军条约》被报废出售。“君主”号被用于武器测试直到1925年沉没。“雷神”号是本级舰中的最后一艘，在1926年才被报废出售。
| 舰名                         | 建造者                   | 主武装              | 装甲                | 排水量                   | 推进器                                                                                     | 服役           | 服役          | 服役           | 服役                      |
| 舰名                         | 建造者                   | 主武装              | 装甲                | 排水量                   | 推进器                                                                                     | 开建           | 下水          | 完工           | 结局                      |
| ---------------------------- | ------------------------ | ------------------- | ------------------- | ------------------------ | ------------------------------------------------------------------------------------------ | -------------- | ------------- | -------------- | ------------------------- |
| “俄里翁”号 （HMS Orion）     | 英国朴茨茅斯造船厂       | 10门13.5英寸（343） | 8—12英寸（203—305） | 25,870公噸（25,460長噸） | 4具螺旋桨，2座帕森斯涡轮机，21節（39每小時；24英里每小時），27,000匹軸馬力（20,134千瓦特） | 1909年11月29日 | 1910年8月20日 | 1912年2月2日   | 1922年12月19日作废品出售  |
| “君主”号 （HMS Monarch）     | 英国阿姆斯特朗公司       | 10门13.5英寸（343） | 8—12英寸（203—305） | 25,870公噸（25,460長噸） | 4具螺旋桨，2座帕森斯涡轮机，21節（39每小時；24英里每小時），27,000匹軸馬力（20,134千瓦特） | 1910年4月1日   | 1911年3月30日 | 1912年4月27日  | 1925年1月21日沉没         |
| “征服者”号 （HMS Conqueror） | 英国威廉·比尔摩尔公司    | 10门13.5英寸（343） | 8—12英寸（203—305） | 25,870公噸（25,460長噸） | 4具螺旋桨，2座帕森斯涡轮机，21節（39每小時；24英里每小時），27,000匹軸馬力（20,134千瓦特） | 1910年4月5日   | 1911年5月1日  | 1912年11月23日 | 1922年12月19日作废品出售  |
| “雷神”号 （HMS Thunderer）   | 英国泰晤士钢铁与造船公司 | 10门13.5英寸（343） | 8—12英寸（203—305） | 25,870公噸（25,460長噸） | 4具螺旋桨，2座帕森斯涡轮机，21節（39每小時；24英里每小時），27,000匹軸馬力（20,134千瓦特） | 1910年4月13日  | 1911年2月1日  | 1912年6月15日  | 1926年11月6日作为废品出售 |

### 英王乔治五世级（1911年）

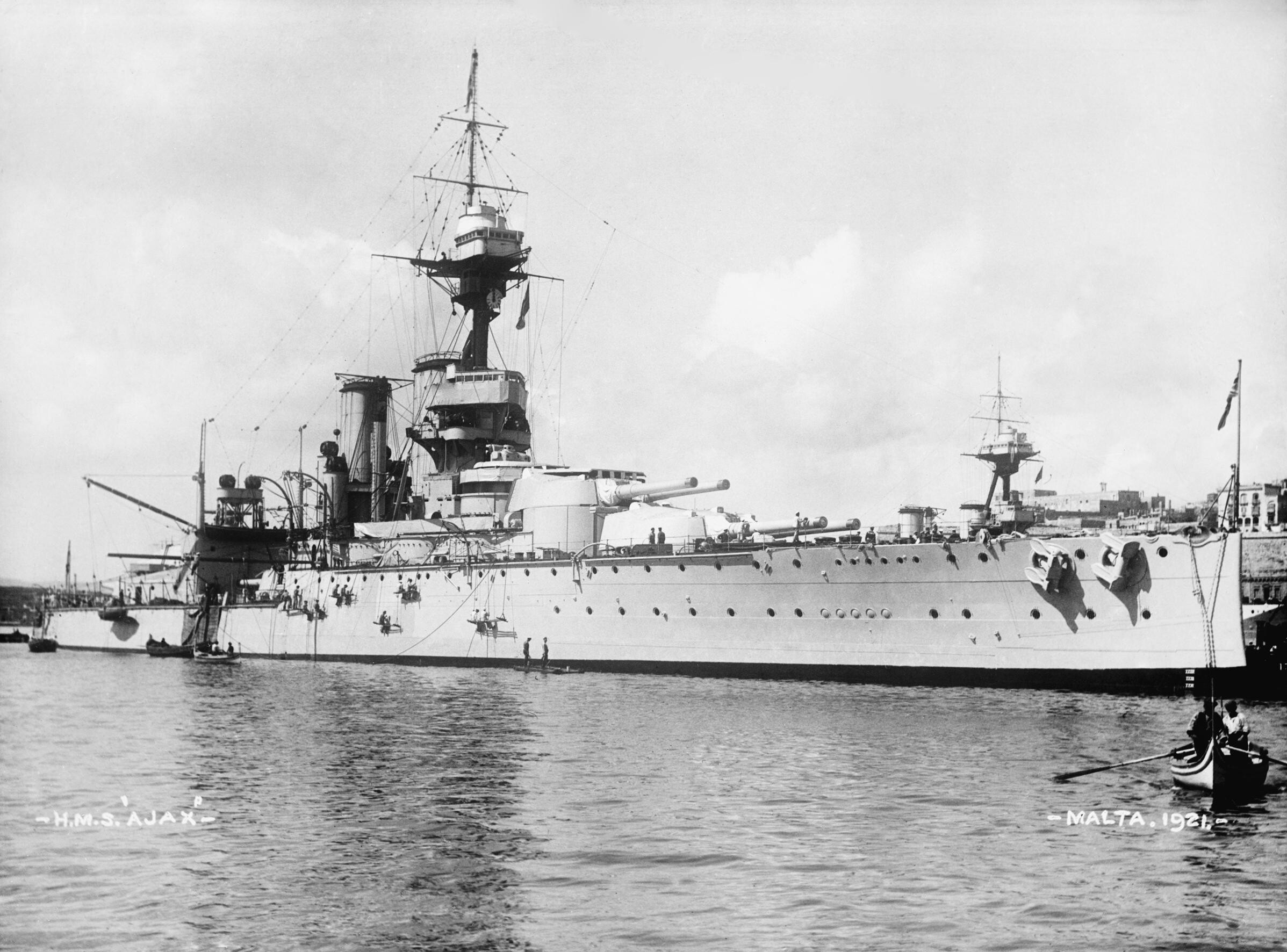
“阿贾克斯”号

英王乔治五世级战列舰：“英王乔治五世”号、“百人队长”号、“大胆”号和“阿贾克斯”号都是俄里翁级超无畏舰的放大版。本级各舰都沿用了俄里翁级相同的10门45倍径13.5英寸（340）Mk V主炮和16门50倍径4英寸（102）Mk VII副炮，以及12英寸（305）厚的水线装甲带。舰体较俄里翁级有所加强，总长达到597英尺9英寸（182），排水量达到25,420長噸（25,830公噸）。虽然英王乔治五世级保留了采用2座帕森斯蒸汽机来驱动4具传动轴，但是航速有所提升，最高可达到22.9節（42.4每小時；26.4英里每小時）。而由于烟囱布局的重新设计，使得位于烟囱前方的主桅能提供更好的观测效果。
所有4艘英王乔治五世级舰都被调派入第2战列舰分舰队，“英王乔治五世”号在1913年2月18日成为该舰队旗舰。1914年7月17日至20日，本级各舰都参加了英军对七月危机的动员，不久后就受命加入斯卡帕湾的本土舰队，也就是后来的大舰队。1914年10月27日，“大胆”号在爱尔兰海岸进行训练时误触水雷沉没，并意外造成巡洋舰“利物浦”号上一名军官死亡。1914年11月，“英王乔治五世”号因冷凝器故障而临时停用。在1914年12月弗朗茨·冯·希佩尔的突袭部队袭击了三个英国沿海城镇后，本级剩余的三艘参加了追击行动。两年后的日德兰海战中，本级各舰都参加了战斗，但各舰发炮都没有超过19发。因能见度较差，这些炮击均未命中目标。这几艘军舰随后出席了1918年11月21日德国舰队在罗塞斯的投降活动。1919年初，本级剩余几艘舰只依然在第2战列舰分舰队中服役，之后“英王乔治五世”号转隶第3战列舰分舰队并担任预备舰队旗舰直至该舰队在1920年被解散。经过改装后“英王乔治五世”号被重新编入第4战列舰分舰队，然后在1923年被改为炮兵训练舰，最终于1926年12月被报废出售。“阿贾克斯”号与其命运相似但在1926年11月6日被报废。“百人队长”号是英王乔治五世级最后留存下来的一艘，先是被改装为靶舰，之后在1941年被加装了轻武器和伪装的主炮后重新武装起来。1944年6月9日，为了保卫人工港“桑葚”，该舰被当作航道阻塞船自沉在诺曼底奥马哈海滩的美军作战扇区。
| 舰名                                   | 建造者                  | 主武装              | 装甲          | 排水量                   | 推进器                                                           | 服役          | 服役           | 服役           | 服役                       |
| 舰名                                   | 建造者                  | 主武装              | 装甲          | 排水量                   | 推进器                                                           | 开建          | 下水           | 完工           | 结局                       |
| -------------------------------------- | ----------------------- | ------------------- | ------------- | ------------------------ | ---------------------------------------------------------------- | ------------- | -------------- | -------------- | -------------------------- |
| “英王乔治五世”号 （HMS King George V） | 英国朴茨茅斯海军造船厂  | 10门13.5英寸（343） | 12英寸（305） | 25,420長噸（25,830公噸） | 4具螺旋桨，2座帕森斯涡轮机，22.9節（42.4每小時；26.4英里每小時） | 1911年1月16日 | 1911年10月9日  | 1912年11月16日 | 1926年12月被当作废品出售   |
| “百人队长”号 （HMS Centurion）         | 英国德文波特造船厂      | 10门13.5英寸（343） | 12英寸（305） | 25,420長噸（25,830公噸） | 4具螺旋桨，2座帕森斯涡轮机，22.9節（42.4每小時；26.4英里每小時） | 1911年1月16日 | 1911年11月18日 | 1913年5月22日  | 1944年6月9日沉船作封锁线用 |
| “大胆”号 （HMS Audacious）             | 英国凯莫尔·莱尔德造船厂 | 10门13.5英寸（343） | 12英寸（305） | 25,420長噸（25,830公噸） | 4具螺旋桨，2座帕森斯涡轮机，22.9節（42.4每小時；26.4英里每小時） | 1911年3月23日 | 1912年9月14日  | 1913年10月15日 | 1914年10月27日在触雷后沉没 |
| “阿贾克斯”号 （HMS Ajax）              | 英国斯科茨造船厂        | 10门13.5英寸（343） | 12英寸（305） | 25,420長噸（25,830公噸） | 4具螺旋桨，2座帕森斯涡轮机，22.9節（42.4每小時；26.4英里每小時） | 1911年2月27日 | 1912年3月21日  | 1913年10月31日 | 1926年11月9日作为废品出售  |

### 铁公爵级

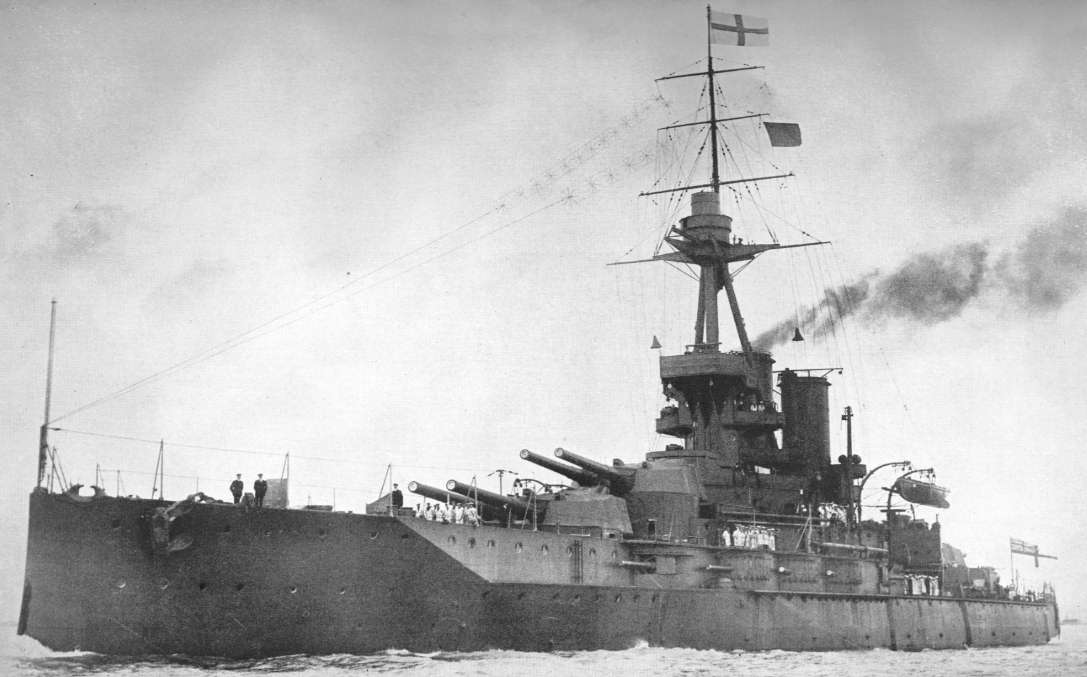
“铁公爵”号

铁公爵级战列舰“铁公爵”号、“马尔伯勒”号、“本鲍”号和“印度皇帝”号是英国的第三批超无畏舰。这几艘舰在设计上与英王乔治五世级几乎一模一样，装备着与英王乔治五世级相同的10门13.5英寸（340）Mk V主炮，但副炮升级为12门45倍径6英寸（152）Mk VII舰炮。虽然装甲一样是12英寸（300）的克虏伯装甲，但是舰体长度达到622英尺9英寸（190），排水量达到25,000長噸（25,000公噸）。与此前的英国战列舰一样，铁公爵级各舰装有4具传动轴，由两座帕森斯蒸汽涡轮机提供动力，最高时速为21.5節（39.8每小時；24.7英里每小時）。
建成后，“铁公爵”号以旗舰身份加入本土舰队。“马尔博罗”号紧随其后入役并成为第二旗舰。这两舰都在第一次世界大战开始前两个月内完工。此后，本土舰队重组为大舰队，“铁公爵”号仍是舰队的旗舰，而“马尔博罗”号则被分配到第1战列舰分舰队，作为约翰·杰利科海军上将的旗舰。“本鲍”号和“印度皇帝”号完工后被编入第4战列舰分舰队，前者为分舰队旗舰，后者为第2战队旗舰。除了“印度皇帝”号因维修而未能及时归队，其他3艘本级舰都参加了日德兰海战。除了首轮发炮为近失弹，接战后的“铁公爵”号在后三轮齐射中有7发直接命中德国战列舰“国王”号。而“马尔博罗”号和“本鲍”号接战初期，在视线不佳的情况下向国王级各舰猛烈开火，前者进行了7轮齐射，后者也进行了6轮齐射，但都没有造成对敌方的重大损害。在与德国巡洋舰“威斯巴登”号的近战中，本级姊妹三舰都参加了混战，但都没有命中这艘已经受损的巡洋舰及其周围的驱逐舰队。“马尔博罗”号最终被一枚鱼雷击中，并在损管过程中持续对国王级战列舰进行了14轮齐射，最终击中3发。战斗结束后，“马尔博罗”号进行了为期三个月的修复作业，并加装了装甲板。“印度皇帝”号则在这一时期代替“马尔博罗”号被重新编入本土舰队的第1战列舰分舰队成为旗舰。1919年3月，铁公爵级都被转调到地中海舰队麾下的第4战列舰分舰队，并参加了协约国在黑海对俄国内战的干涉活动。“马尔博罗”号甚至还参与对玛丽亚·费奥多罗夫娜皇太后、尼古拉斯大公以及尤苏波夫王子等俄国皇室成员的营救任务。之后，本级各舰都参加了希土战争。在希腊战败后，“马尔博罗”号、“本鲍”号和“印度皇帝”号分别在不同的地方接受了现代化改装。“铁公爵”号则留在地中海，与“英王乔治五世”号一起参加了对士麦那大火的处理以及对希腊问题的最后解决。1928年5月，“本鲍”号接替“铁公爵”号进行重大改装，并最终于1931年3月退役报废。“马尔博罗”号和“印度皇帝”号分别在1932年2月和6月被用作靶舰并次年前后报废。“铁公爵”号在第二次世界大战爆发后依然留存了下来，并作为防空炮台被布置在斯卡帕湾。在遭受到德国空军容克88轰炸机两轮的攻击下严重受损，直到战后才被重新打捞起来并在1946年3月被报废出售。
| 舰名                                  | 建造者                | 主武装              | 装甲          | 排水量                   | 推进器                                                                                           | 服役          | 服役           | 服役           | 服役                    |
| 舰名                                  | 建造者                | 主武装              | 装甲          | 排水量                   | 推进器                                                                                           | 开建          | 下水           | 完工           | 结局                    |
| ------------------------------------- | --------------------- | ------------------- | ------------- | ------------------------ | ------------------------------------------------------------------------------------------------ | ------------- | -------------- | -------------- | ----------------------- |
| “铁公爵”号 （HMS Iron Duke）          | 英国朴茨茅斯造船厂    | 10门13.5英寸（343） | 12英寸（305） | 29,500長噸（29,970公噸） | 4具螺旋桨，4座帕森斯涡轮机，21.5節（39.8每小時；24.7英里每小時），29,000匹軸馬力（21,625千瓦特） | 1912年1月12日 | 1912年10月12日 | 1914年3月10日  | 1946年3月被当作废品出售 |
| “马尔博罗”号 （HMS Marlborough）      | 英国德文波特造船厂    | 10门13.5英寸（343） | 12英寸（305） | 29,500長噸（29,970公噸） | 4具螺旋桨，4座帕森斯涡轮机，21.5節（39.8每小時；24.7英里每小時），29,000匹軸馬力（21,625千瓦特） | 1912年1月25日 | 1912年10月24日 | 1914年6月2日   | 1932年6月27日作废出售   |
| “本鲍”号 （HMS Benbow）               | 英国威廉·比尔摩尔公司 | 10门13.5英寸（343） | 12英寸（305） | 29,500長噸（29,970公噸） | 4具螺旋桨，4座帕森斯涡轮机，21.5節（39.8每小時；24.7英里每小時），29,000匹軸馬力（21,625千瓦特） | 1912年5月30日 | 1913年11月12日 | 1914年10月7日  | 1931年3月被当作废品出售 |
| “印度皇帝”号 （HMS Emperor of India） | 英国维克斯公司        | 10门13.5英寸（343） | 12英寸（305） | 29,500長噸（29,970公噸） | 4具螺旋桨，4座帕森斯涡轮机，21.5節（39.8每小時；24.7英里每小時），29,000匹軸馬力（21,625千瓦特） | 1912年5月31日 | 1913年11月27日 | 1914年11月10日 | 1932年2月6日作废品出售  |

### “阿金科特”号

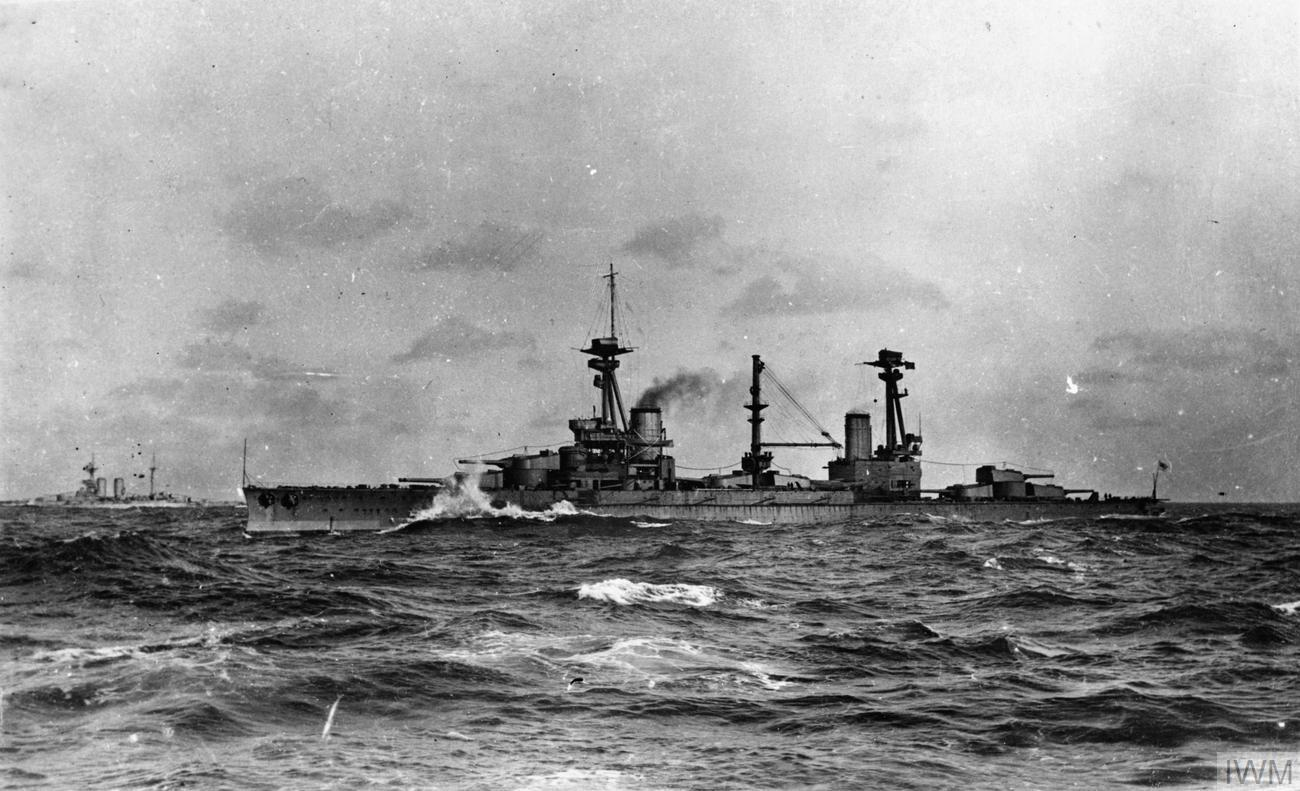
“阿金科特”号

“阿金科特”号于1911年以巴西战列舰“里约热内卢”号（Rio de Janeiro）之名在泰恩河畔纽卡斯尔下水。然而就在第二年，在建中的该舰就在1913年12月被转卖给了奥斯曼土耳其帝国并更名为“苏丹奥斯曼一世”号（Sultân Osmân-ı Evvel）。在奥斯曼土耳其帝国以同盟国身份加入第一次世界大战后，该舰被英国政府征用并最终更名为“阿金科特”号。本舰全长671英尺6英寸（205），排水量27,850長噸（28,300公噸），由4座帕森斯式蒸汽涡轮机驱动4具传动轴提供动力并达到22節（41每小時；25英里每小時）的最高航速。舰上装备有14门45倍径12英寸（305）Mk XIII主炮以及18门50倍径6英寸（152）Mk XIII舰炮作为副炮，并由9英寸（229）水线装甲带提供装甲防护。
“阿金科特”号在1914年8月7日加入英国皇家海军，1914年9月7日被编入大舰队第4战列舰分舰队，但在1916年5月31日被重新分配到第1战列舰分舰队，正好赶上日德兰海战。在战斗中，该舰与一艘德国战列巡洋舰和驱逐舰以及一艘皇帝级战列舰交火，共发射了144枚主、副炮弹，但未发现击中任何敌舰。“阿金科特”号在日德兰海战之后的活动并未有更多记录，但是在1918年4月23日，该舰确实和来自斯卡帕湾的“赫剌克勒斯”号一同出动过一次，以保护从挪威到英国的商船船队。在被转移到第2战列舰分舰队后，“阿金科特”号参加了公海舰队的投降仪式，并于1919年3月被降为预备役。巴西政府没有兴趣再次购买该舰，因此“阿金科特”号被列入处置名单，然后于1922年12月19日根据《华盛顿海军条约》作为废品出售。
| 舰名                           | 建造者             | 主武装            | 装甲         | 排水量                   | 推进器                                                                                     | 服役          | 服役          | 服役         | 服役                     |
| 舰名                           | 建造者             | 主武装            | 装甲         | 排水量                   | 推进器                                                                                     | 开建          | 下水          | 完工         | 结局                     |
| ------------------------------ | ------------------ | ----------------- | ------------ | ------------------------ | ------------------------------------------------------------------------------------------ | ------------- | ------------- | ------------ | ------------------------ |
| “阿金科特”号 （HMS Agincourt） | 英国阿姆斯特朗公司 | 14门12英寸（305） | 9英寸（229） | 27,850長噸（28,300公噸） | 4具螺旋桨，4座帕森斯涡轮机，22節（41每小時；25英里每小時），34,000匹軸馬力（25,354千瓦特） | 1911年9月14日 | 1913年1月21日 | 1914年8月7日 | 1922年12月被当作废品出售 |

### “埃尔林”号

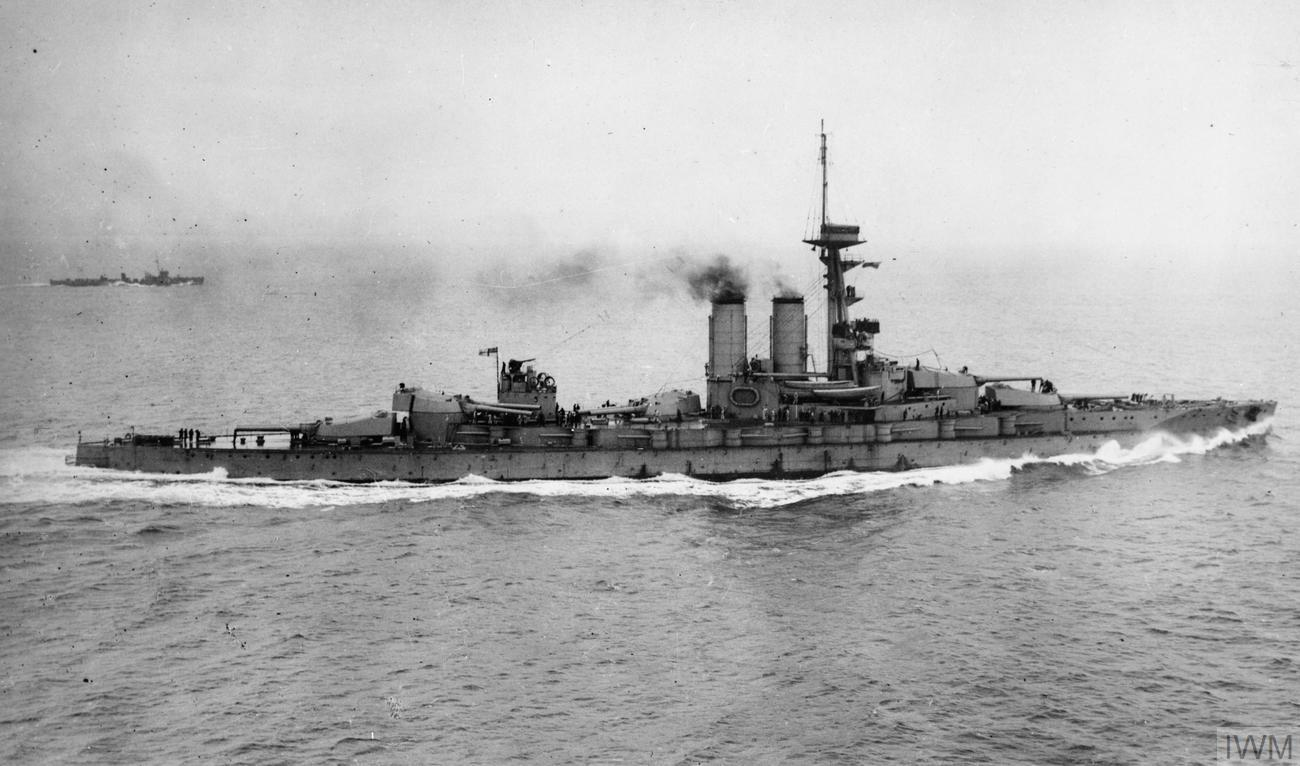
“埃尔林”号

“埃尔林”号最初是土耳其海军战列舰“雷沙迪耶”号，是两艘奥斯曼帝国订购的战列舰之一。该舰的设计派生自英王乔治五世级，装备有12英寸（300）克虏伯水线装甲带以及与英王乔治五世级相类似的10门45倍径13.5英寸（340）Mk VI火炮，但副炮却选择了俄里翁级的16门50倍径6英寸（150）Mk XVI副炮。本舰总长较短，仅有559英尺6英寸（171），排水量为22,780長噸（23,150公噸）。与俄里翁级和英王乔治五世级不同，本舰装有4座帕森斯蒸汽涡轮机来驱动4具传动轴以达到21節（39每小時；24英里每小時）的最高航速。
1914年7月29日，在时任第一海军大臣温斯顿·丘吉尔的命令下，“雷沙迪耶”号被英国政府征用，并于当月31日改以“埃尔林”号的舰名加入英国皇家海军。同年9月5日，该舰被编入了大舰队第4战列舰分舰队，参加了舰队的早期战争出动和演习，最重要的是为了应对德国对斯卡伯勒、哈特尔普尔和惠特比的进攻。从1915年9月到12月，“埃尔林”号被调到第2战列舰分舰队。该舰参加了日德兰海战，但由于能见度低，该舰在战斗中只发射了6枚6英寸炮弹，是唯一一艘没有发射主炮的英国海军主力舰。在日德兰海战之后，“埃尔林”号重新积极参与大型舰队在北海的行动，其中包括参加对抗公海舰队对商船队的袭击。1918年11月21日，战争结束时，“埃尔林”号出席了在罗塞斯举行的公海舰队投降仪式。1919年5月1日，“埃尔林”号被分配到本土舰队的第三战斗中队，但在10月进入预备役波特兰港。从1920年7月到8月，“埃尔林”号被改装成了一艘射击练习船，但是由于违反了1922年各国签署的华盛顿海军条约，因此在1922年12月19日被当作废品出售。
| 舰名                    | 建造者         | 主武装              | 装甲          | 排水量                   | 推进器                                                                                     | 服役          | 服役         | 服役      | 服役                     |
| 舰名                    | 建造者         | 主武装              | 装甲          | 排水量                   | 推进器                                                                                     | 开建          | 下水         | 完工      | 结局                     |
| ----------------------- | -------------- | ------------------- | ------------- | ------------------------ | ------------------------------------------------------------------------------------------ | ------------- | ------------ | --------- | ------------------------ |
| “埃尔林”号 （HMS Erin） | 英国维克斯公司 | 10门13.5英寸（343） | 12英寸（305） | 22,780長噸（23,150公噸） | 4具螺旋桨，4座帕森斯涡轮机，21節（39每小時；24英里每小時），26,500匹軸馬力（19,761千瓦特） | 1911年12月6日 | 1913年9月3日 | 1914年8月 | 1922年12月被当作废品出售 |

### “加拿大”号

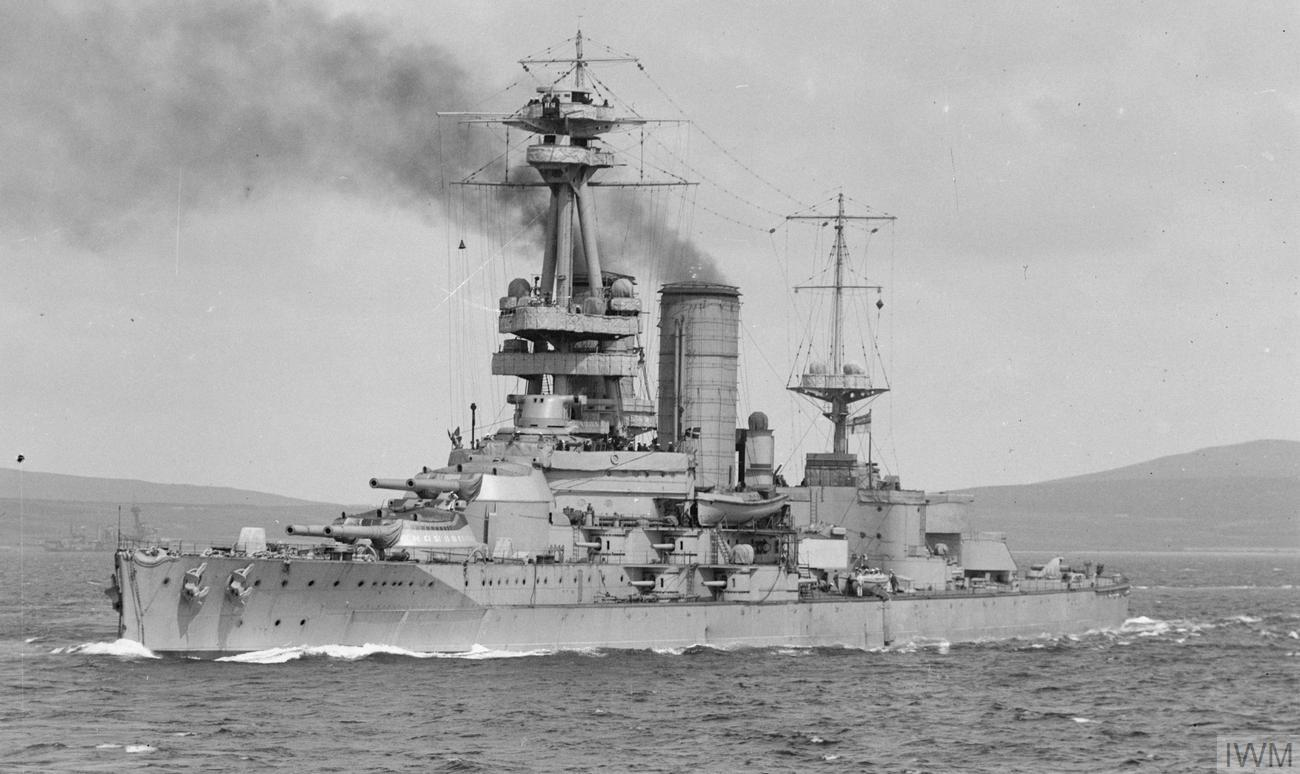
“加拿大”号

1910年智利全国代表大会决议拨款400万英镑购买包括2艘战列舰在内的各种军舰以扩充智利海军实力。1911年，智利向阿姆斯特朗·惠特沃斯公司订购了两艘战列舰，分别命名为“拉托雷海军上将”号（Almirante Latorre）以及“柯克伦海军上将”号（Almirante Cochrane，后来改建成“鹰”号航空母舰）。“加拿大”号与铁公爵级战列舰相类似，但甲板以上的上层建筑有所修改，使得舰体全长达到了625英尺（191）。舰载武装也更加精良，10门45倍径14英寸（356）主炮以及16门50倍径6英寸（152）Mk XI舰炮。但与此相对的，其水线装甲带仅装备了9英寸（230）厚的轻质装甲，这使得该舰成为皇家海军中的一个异类。该舰的推进系统也与众不同，采用两座布朗和柯蒂斯涡轮机以及两座帕森斯蒸汽涡轮机驱动4具传动轴，这能使“加拿大”号达到24節（44每小時；28英里每小時），是英国皇家海军旗下速度最快的战列舰之一。
1914年9月9日，英国政府从智利政府手中买下了“拉托雷海军上将”号，改名为“加拿大”号，并进行了一些小改造。该舰于1915年10月15日受命加入第4战列舰分舰队。1916年5月31日，该舰也参加了日德兰海战，在战斗中以主炮向德国巡洋舰“威斯巴登”号、另外一艘德国主力舰以及几艘驱逐舰发射了总共42枚主炮弹和109枚副炮弹，但都没有命中目标。“加拿大”号于1916年6月12日被调派到第1战列舰分舰队，随后进行了多次改装，并于1919年3月被编列入预备役中。第二年4月，该舰被再次卖给智利并恢复了原名。
| 舰名                      | 建造者             | 主武装            | 装甲         | 排水量                   | 推进器 | 服役           | 服役           | 服役           | 服役                |
| 舰名                      | 建造者             | 主武装            | 装甲         | 排水量                   | 推进器 | 开建           | 下水           | 完工           | 结局                |
| ------------------------- | ------------------ | ----------------- | ------------ | ------------------------ | --- | -------------- | -------------- | -------------- | ------------------- |
| “加拿大”号 （HMS Canada） | 英国阿姆斯特朗公司 | 10门14英寸（356） | 9英寸（229） | 28,622長噸（29,080公噸） | 4具螺旋桨，2座布朗和柯蒂斯涡轮机，2座帕森斯式涡轮，23—24節（43—44每小時；26—28英里每小時），37,000匹軸馬力（27,591千瓦特） | 1911年11月27日 | 1913年11月27日 | 1915年10月15日 | 1920年4月转售给智利 |

### 伊丽莎白女王级

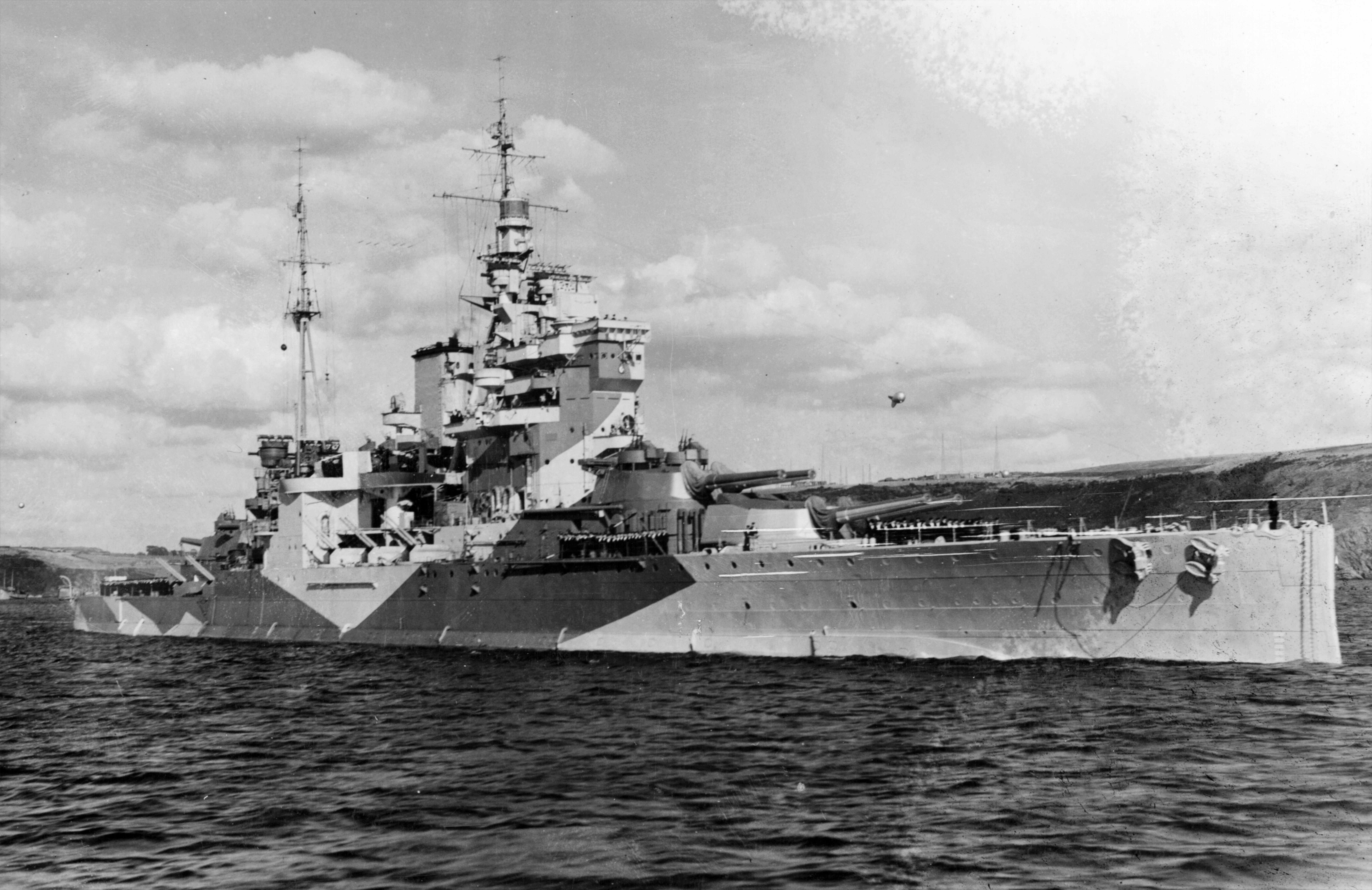
第二次现代化改造后的“伊丽莎白女王”号

伊莉莎白女王级超无畏舰是由“伊丽莎白女王”号、“厌战”号、“刚勇”号、“巴勒姆”号和“马来亚”号五艘战列舰组成的舰级。原本计划建造第六艘伊丽莎白女王级战列舰“阿金科特”号，但在开工前就被取消了。本舰级的主炮是8门15英寸炮，分别安装在4座双联炮塔内。海军部原本计划在这些舰艇上配备14英寸的火炮，更大口径的火炮旨在使英国海军在射程上比美国和日本新造的舰艇更有优势。原始的设计案中是五座搭载14英寸炮的炮塔，但是后来的实验发现只要装备4座内装新式15英寸炮的炮塔，就可以提供更大的舷侧打击力。相比以往铁公爵级的14,000磅（6,400）舷侧打击力，新式大口径火炮设计案可达到15,000磅（6,800）的舷侧打击力。副武装是16门6英寸（152）舰炮以及2门3英寸高射炮，外加4具21英寸（533）的水下鱼雷发射管。减少一座炮塔而节省下来的空间被用来安置额外的锅炉，使本级舰的速度达到24—25節（44—46每小時；28—29英里每小時）。由此，本舰级也被认为是世界上最早的一批高速战列舰。
| 舰名                                     | 建造者                     | 主武装           | 排水量                   | 推进器                                               | 服役           | 服役           | 服役           | 服役                        |
| 舰名                                     | 建造者                     | 主武装           | 排水量                   | 推进器                                               | 开建           | 下水           | 完工           | 结局                        |
| ---------------------------------------- | -------------------------- | ---------------- | ------------------------ | ---------------------------------------------------- | -------------- | -------------- | -------------- | --------------------------- |
| “伊丽莎白女王”号 （HMS Queen Elizabeth） | 英国朴茨茅斯海军造船厂     | 8门15英寸（381） | 36,500長噸（37,090公噸） | 4具螺旋桨，2座帕森斯涡轮机，24座三胀蒸汽锅炉，       | 1912年10月21日 | 1913年10月16日 | 1914年12月22日 | 1948年5月被当作废品出售     |
| “厌战”号 （HMS Warspite）                | 英国德文波特海军造船厂     | 8门15英寸（381） | 36,500長噸（37,090公噸） | 4具螺旋桨，2座帕森斯涡轮机，24座三胀蒸汽锅炉，       | 1912年10月31日 | 1913年11月26日 | 1915年3月8日   | 1947年4月搁浅，之后被拆解   |
| “巴勒姆”号 （HMS Barham）                | 英国约翰·布朗公司          | 8门15英寸（381） | 36,500長噸（37,090公噸） | 4具螺旋桨，2座布朗和柯蒂斯涡轮机，24座三胀蒸汽锅炉， | 1913年2月24日  | 1914年10月31日 | 1915年10月19日 | 1941年11月25日被鱼雷击沉    |
| “刚勇”号 （HMS Valiant）                 | 英国费尔菲尔德船舶工程公司 | 8门15英寸（381） | 36,500長噸（37,090公噸） | 4具螺旋桨，2座布朗和柯蒂斯涡轮机，24座三胀蒸汽锅炉， | 1913年1月31日  | 1914年11月4日  | 1916年2月19日  | 1948年3月18日被当作废品出售 |
| “马来亚”号 （HMS Malaya）                | 英国阿姆斯特朗公司         | 8门15英寸（381） | 36,500長噸（37,090公噸） | 4具螺旋桨，2座帕森斯涡轮机，24座三胀蒸汽锅炉，       | 1913年10月20日 | 1915年3月18日  | 1916年2月1日   | 1948年2月被当作废品出售     |
| “阿金科特”号 （HMS Agincourt）           | 英国朴茨茅斯海军造船厂     | 8门15英寸（381） | 36,500長噸（37,090公噸） |                                                      | 不適用         | 不適用         | 不適用         | 1914年8月取消               |

### 复仇级

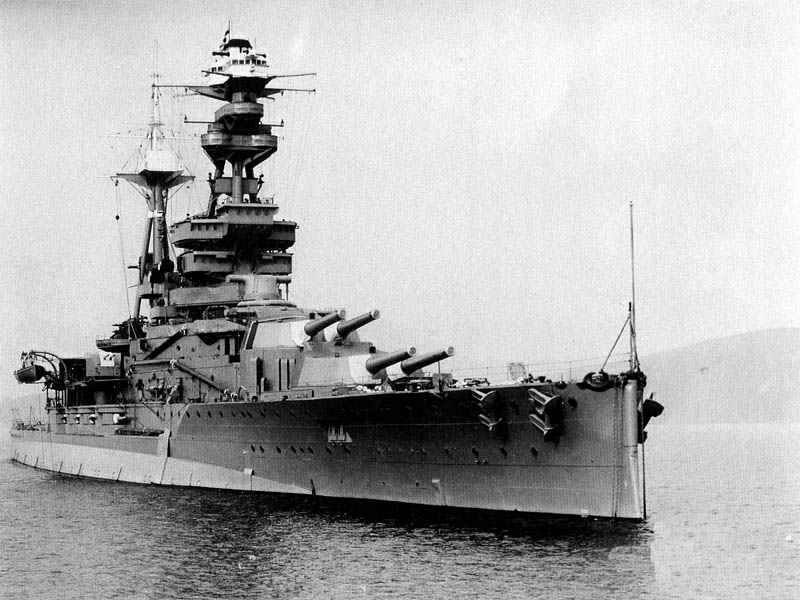
“皇家橡树”号

复仇级（或称君权级）被设计成伊丽莎白女王级的降本替代品。最初计划建造8艘同级舰，但因第一次世界大战爆发导致所有新主力舰建造工程停滞，本级最后3艘“声望”号（HMS Renown）、“反击”号（HMS Repulse）和“抵抗”号（HMS Resistance）也被取消建造。在设计过程中，它们的最大速度被设计为21節（39每小時；24英里每小時），并重新使用煤和石油燃料为推进剂。然而到了1915年，这种情况发生了改变，它们只能用石油作燃料。舰载副武装是14门6英寸、2门3英寸高射炮以及4门3磅炮外加4具21英寸鱼雷发射管。“复仇”号和“皇家橡树”号都在日德兰海战爆发前及时完工并参战。
第二次世界大战开始后不久，“皇家橡树”号就在斯卡帕湾被德国潜艇以鱼雷击中而沉没。
| 舰名                             | 建造者                     | 主武装                  | 排水量                   | 推进器 | 服役           | 服役          | 服役           | 服役                                 |
| 舰名                             | 建造者                     | 主武装                  | 排水量                   | 推进器 | 开建           | 下水          | 完工           | 结局                                 |
| -------------------------------- | -------------------------- | ----------------------- | ------------------------ | --- | -------------- | ------------- | -------------- | ------------------------------------ |
| “复仇”号 （HMS Revenge）         | 英国维克斯-阿姆斯特朗公司  | 8门15英寸（381）/42Mk I | 33,500長噸（34,040公噸） | 4具螺旋桨，4座帕森斯涡轮蒸汽机，18座燃油锅炉，23節（43每小時；26英里每小時），40,000匹指示馬力（30,000千瓦特） | 1913年12月22日 | 1915年5月29日 | 1916年2月1日   | 1948年3月8日被当作废品出售           |
| “君权”号 （HMS Royal Sovereign） | 英国朴茨茅斯海军造船厂     | 8门15英寸（381）/42Mk I | 33,500長噸（34,040公噸） | 4具螺旋桨，4座帕森斯涡轮蒸汽机，18座燃油锅炉，23節（43每小時；26英里每小時），40,000匹指示馬力（30,000千瓦特） | 1914年1月15日  | 1915年4月29日 | 1916年4月18日  | 1949年5月18日被拆解                  |
| “皇家橡树”号 （HMS Royal Oak）   | 英国德文波特海军造船厂     | 8门15英寸（381）/42Mk I | 33,500長噸（34,040公噸） | 4具螺旋桨，4座帕森斯涡轮蒸汽机，18座燃油锅炉，23節（43每小時；26英里每小時），40,000匹指示馬力（30,000千瓦特） | 1914年1月15日  | 1914年11月7日 | 1916年5月1日   | 1939年10月14日被潜艇U-47号以鱼雷击沉 |
| “决心”号 （HMS Resolution）      | 英国帕尔莫斯造船和钢铁公司 | 8门15英寸（381）/42Mk I | 33,500長噸（34,040公噸） | 4具螺旋桨，4座帕森斯涡轮蒸汽机，18座燃油锅炉，23節（43每小時；26英里每小時），40,000匹指示馬力（30,000千瓦特） | 1913年12月29日 | 1915年1月14日 | 1916年12月30日 | 1948年5月13日被拆解                  |
| “拉米伊”号 （HMS Ramillies）     | 英国威廉·比尔摩尔公司      | 8门15英寸（381）/42Mk I | 33,500長噸（34,040公噸） | 4具螺旋桨，4座帕森斯涡轮蒸汽机，18座燃油锅炉，23節（43每小時；26英里每小時），40,000匹指示馬力（30,000千瓦特） | 1913年11月12日 | 1916年6月12日 | 1917年9月1日   | 1949年出售                           |
| “声望”号 （HMS Renown）          | 不適用                     | 8门15英寸（381）/42Mk I | 33,500長噸（34,040公噸） | 4具螺旋桨，4座帕森斯涡轮蒸汽机，18座燃油锅炉，23節（43每小時；26英里每小時），40,000匹指示馬力（30,000千瓦特） | 1913年11月12日 |               |                | 改装成了战列巡洋舰“声望”号           |
| “反击”号 （HMS Repulse）         |                            | 8门15英寸（381）/42Mk I | 33,500長噸（34,040公噸） | 4具螺旋桨，4座帕森斯涡轮蒸汽机，18座燃油锅炉，23節（43每小時；26英里每小時），40,000匹指示馬力（30,000千瓦特） | 1913年11月12日 |               |                | 改装成了战列巡洋舰“反击”号           |
| “抵抗”号 （HMS Resistance）      | 英国德文波特海军造船厂     | 8门15英寸（381）/42Mk I | 33,500長噸（34,040公噸） | 4具螺旋桨，4座帕森斯涡轮蒸汽机，18座燃油锅炉，23節（43每小時；26英里每小時），40,000匹指示馬力（30,000千瓦特） | 计划取消       | 计划取消      | 计划取消       | 计划取消                             |

### N3级
N3级战列舰与同时期的G3级战列巡洋舰方案一样，是为了应对其他国家打造更强大海军的意图而设计的。该设计将主炮集中在舰桥的前部，以此降低排水量（同时在关键部位仍然允许装备有足够厚的装甲），缩短了装甲堡垒的长度。尽管如此，它们的排水量仍然是其前身的两倍左右。设计方案于1921年底获得批准，但在1922年初，主要海军强国签署了《华盛顿海军条约》，限制各自海军的军舰大小和数量，因此导致该设计被取消。
| 舰名      | 建造者 | 主武装           | 排水量                     | 推进器                                                      | 备注         |
| --------- | ------ | ---------------- | -------------------------- | ----------------------------------------------------------- | ------------ |
| 计划4艘舰 | ——     | 9门18英寸（457） | 约48,000長噸（48,800公噸） | 2具螺旋桨，齿轮式蒸汽涡轮机，23節（43每小時；26英里每小時） | 最终未下订单 |

### 纳尔逊级

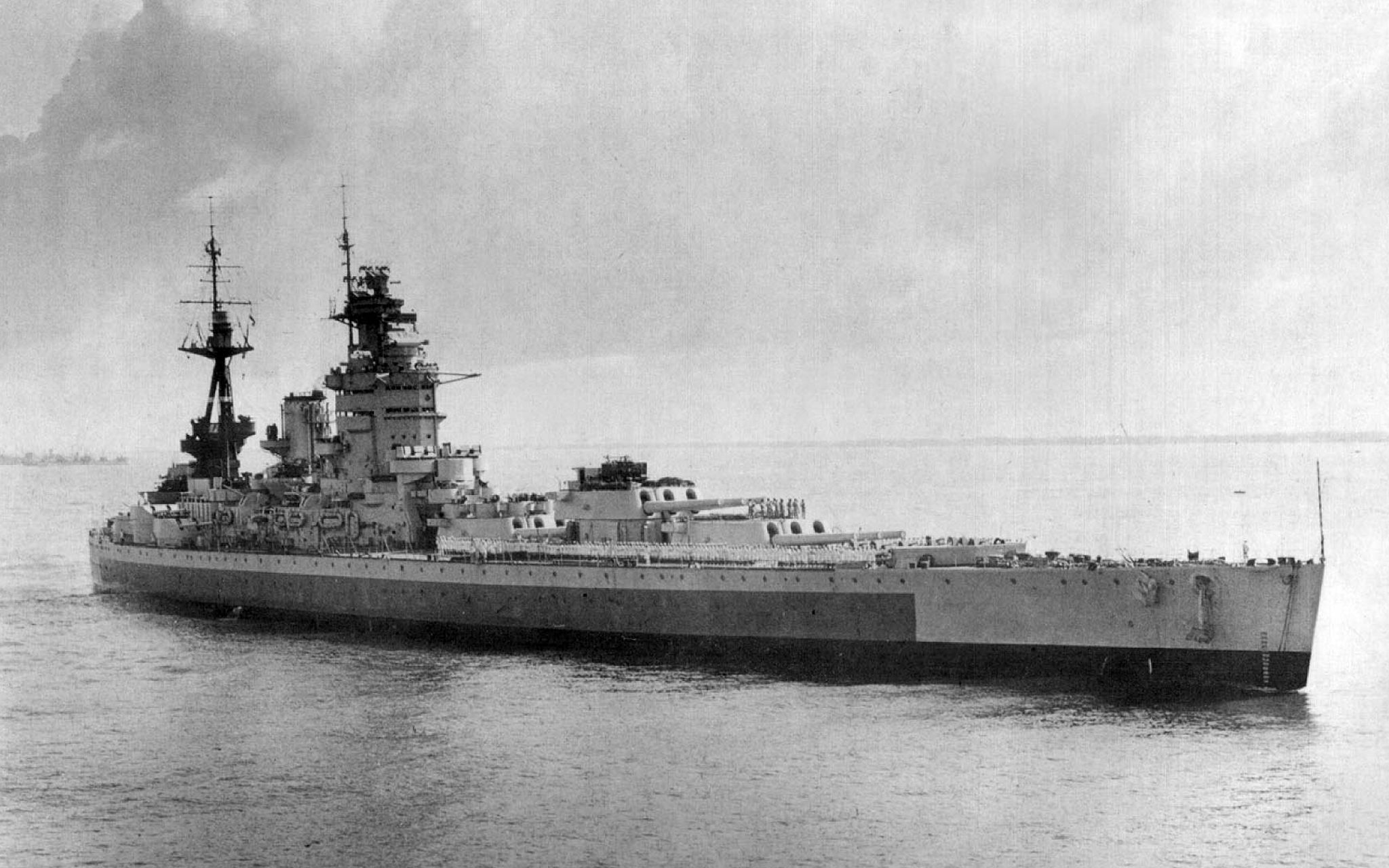
“纳尔逊”号

两艘纳尔逊级战列舰是依照《华盛顿海军条约》条款下英国皇家海军被允许建造的唯一一批新战列舰。该舰级是唯一搭载九门16英寸（406毫米）主炮的英国战列舰。然而，其最不寻常也是最显而易见的特点，是所有这些主炮都被安装在舰桥的前方。
1927年至1929年服役的纳尔逊级在第二次世界大战期间广泛在大西洋、地中海和印度洋服役。“罗德尼”号因其在1941年5月击沉德国战列舰“俾斯麦”号而成名。在战斗高潮时，“罗德尼”号与“英王乔治五世”号一起抵近“俾斯麦”号，在短距离上对其进行炮击。“罗德尼”号的主炮被认为有约100到130发命中目标，对“俾斯麦”号的最终覆灭做出了重大贡献。“纳尔逊”号和“罗德尼”号都参加了诺曼底登陆期间以及之后对法国北部目标的炮击。

本级两舰都在二战后幸存下来，但在1948年至1949年间被拆解报废。
| 舰名                      | 建造者                    | 主武装           | 排水量                   | 推进器 | 服役           | 服役           | 服役          | 服役                  |
| 舰名                      | 建造者                    | 主武装           | 排水量                   | 推进器 | 开建           | 下水           | 完工          | 结局                  |
| ------------------------- | ------------------------- | ---------------- | ------------------------ | --- | -------------- | -------------- | ------------- | --------------------- |
| “纳尔逊”号 （HMS Nelson） | 英国维克斯-阿姆斯特朗公司 | 9门16英寸（406） | 37,780長噸（38,390公噸） | 2具螺旋桨，2座布朗-柯蒂斯涡轮，8座燃油锅炉，23節（43每小時；26英里每小時），45,000匹軸馬力（33,556千瓦特） | 1922年12月28日 | 1925年9月3日   | 1927年8月15日 | 1949年3月15日作废出售 |
| “罗德尼”号 （HMS Rodney） | 英国凯莫尔·莱尔德造船厂   | 9门16英寸（406） | 37,780長噸（38,390公噸） | 2具螺旋桨，2座布朗-柯蒂斯涡轮，8座燃油锅炉，23節（43每小時；26英里每小時），45,000匹軸馬力（33,556千瓦特） | 1922年12月28日 | 1925年12月17日 | 1927年11月9日 | 1948年3月26日作废出售 |

### 英王乔治五世级（1939年）

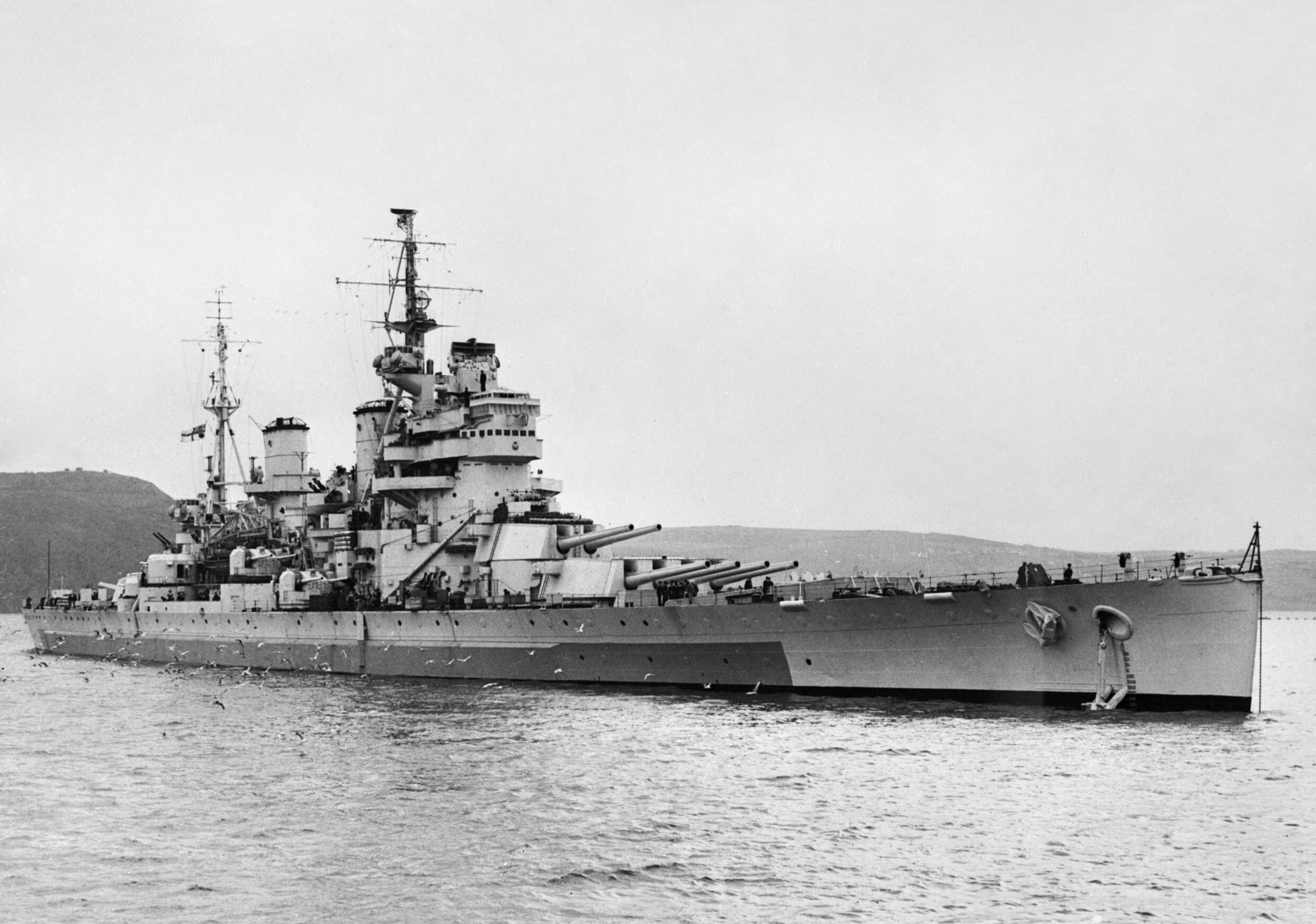
1945年3月，“安森”号在德文波特。

英王乔治五世级战列舰因装备了14英寸的主炮而饱受批评。1935年10月作出了使用14英寸大炮的决定，当时英国正在与《伦敦条约》的其他缔约国就继续执行《海军条约》进行谈判。英国政府赞成将条约中战列舰的最大口径限制为14英寸，并在10月初获悉，如果能够说服日本也这样做，美国将支持这一立场。由于大型火炮需要在当年年底之前订购，以便船舶按时投入使用，英国海军部决定为英王乔治五世级配备14英寸火炮。这些主炮装在三座炮塔内，两座有四联装，一座两联装（在前主炮后方的背负式炮座上）。辅助武装是16门QF 5.25英寸Mk I火炮，4门8管2磅“砰砰”高射炮架（“英王乔治五世”号和“威尔士亲王”号后来的战舰都装备有6座）。“安森”号和“豪”号装有18门厄利孔20毫米机炮，“约克公爵”号装有6门。本级舰都在舰体中部安装有弹射器，配备海象式水上侦察机观察/巡逻飞机。英王乔治五世级的设计速度超过27节。随着条约谈判的失败，这种速度的缺乏和他们主要武器装备的小型化使得他们比同时期生产的外国战舰速度更慢，炮口更小。然而，本级舰装备有比其他舰只更厚的主装甲带，仅次于两艘来自日本的大和级超大无畏舰。
本级所有五艘舰都参与了第二次世界大战，其中“英王乔治五世”号和“威尔士亲王”号参与了于1941年5月24日至27日期间击沉德国战列舰“俾斯麦”号的行动。此后，于1941年10月25日，“威尔士亲王”号被派往新加坡，并于12月2日抵达成为Z舰队的旗舰。12月10日，“威尔士亲王”号遭到日本轰炸机袭击并沉没，有327名舰员丧生。在这次战斗之后，“英王乔治五世”号、“约克公爵”号、“豪”号和“安森”号分别提供护航任务支持前往俄罗斯的船队。1942年5月1日，“英王乔治五世”号与驱逐舰“旁遮普”号相撞，在5月9日被送往格拉斯顿码头进行修理，并于同年7月1日重返护航任务。1942年10月，“约克公爵”号作为H舰队（地中海联合部队）新的旗舰而被派往直布罗陀，并在11月支援盟军在北非登陆作战。“安森”号和“豪”号也从1942年末至1943年3月1日期间为多个开往俄罗斯的船队提供掩护。1943年5月，“乔治五世”号和“豪”号被调往直布罗陀准备执行“哈士奇行动”。两舰于7月11日至12日期间对特拉帕尼海军基地和法维尼亚进行了炮击，并在9月7日至14日期间为“雪崩行动”提供掩护。与此同时，约克公爵号和安森号参加了“齿轮箱行动”，旨在分散对“背包行动”的注意力。1943年12月26日，“约克公爵”号还成功击沉了德国战列舰“沙恩霍斯特”号。
1945年3月底，“英王乔治五世”号和“豪”号与其他英国军舰组成一个独立小组派遣到太平洋，并与美国海军第57任务部队合作。1945年5月4日，“英王乔治五世”号和“豪”号领导了一轮对琉球群岛上日本空军设施的45分钟轰炸。“英王乔治五世”号最后一次战斗发生在1945年7月29日至30日期间对滨松市进行的夜间轰炸中。虽然“约克公爵”号和“安森”号也被派往太平洋，但两舰最终没有赶上战斗。1945年8月15日，“约克公爵”号和“安森”号接受了占领香港的日本部队投降，并与“英王乔治五世”号一起出席了东京湾的日本投降仪式。二战结束后，本级舰只陆续退出服役，并在1957年前全部售给拆解厂报废，整个过程于1958年完成。
| 舰名                                   | 建造者                     | 主武装            | 排水量                   | 推进器                                                                                                   | 服役          | 服役          | 服役          | 服役                     |
| 舰名                                   | 建造者                     | 主武装            | 排水量                   | 推进器                                                                                                   | 开建          | 下水          | 完工          | 结局                     |
| -------------------------------------- | -------------------------- | ----------------- | ------------------------ | --- | ------------- | ------------- | ------------- | ------------------------ |
| “英王乔治五世”号 （HMS King George V） | 英国维克斯-阿姆斯特朗公司  | 10门14英寸（356） | 42,905長噸（43,593公噸） | 4具螺旋桨，4座帕森斯涡轮以及8座燃油锅炉，28節（52每小時；32英里每小時），110,000匹軸馬力（82,027千瓦特） | 1937年1月1日  | 1939年2月21日 | 1940年10月1日 | 1958年被拆解             |
| “威尔士亲王”号 （HMS Prince of Wales） | 英国凯莫尔·莱尔德造船厂    | 10门14英寸（356） | 42,905長噸（43,593公噸） | 4具螺旋桨，4座帕森斯涡轮以及8座燃油锅炉，28節（52每小時；32英里每小時），110,000匹軸馬力（82,027千瓦特） | 1937年1月1日  | 1939年5月3日  | 1941年3月31日 | 1941年12月被日本空袭击沉 |
| “约克公爵”号 （HMS Duke of York）      | 英国约翰·布朗公司          | 10门14英寸（356） | 42,905長噸（43,593公噸） | 4具螺旋桨，4座帕森斯涡轮以及8座燃油锅炉，28節（52每小時；32英里每小時），110,000匹軸馬力（82,027千瓦特） | 1937年5月5日  | 1940年2月28日 | 1941年11月4日 | 1957年5月18日被拆解      |
| “安森”号 （HMS Anson）                 | 英国斯旺·亨特公司          | 10门14英寸（356） | 42,905長噸（43,593公噸） | 4具螺旋桨，4座帕森斯涡轮以及8座燃油锅炉，28節（52每小時；32英里每小時），110,000匹軸馬力（82,027千瓦特） | 1937年7月20日 | 1940年2月24日 | 1942年6月22日 | 1957年卖掉               |
| “豪”号 （HMS Howe）                    | 英国费尔菲尔德船舶工程公司 | 10门14英寸（356） | 42,905長噸（43,593公噸） | 4具螺旋桨，4座帕森斯涡轮以及8座燃油锅炉，28節（52每小時；32英里每小時），110,000匹軸馬力（82,027千瓦特） | 1937年6月1日  | 1940年4月9日  | 1942年8月29日 | 1958年5月27日被拆解      |

### 狮级

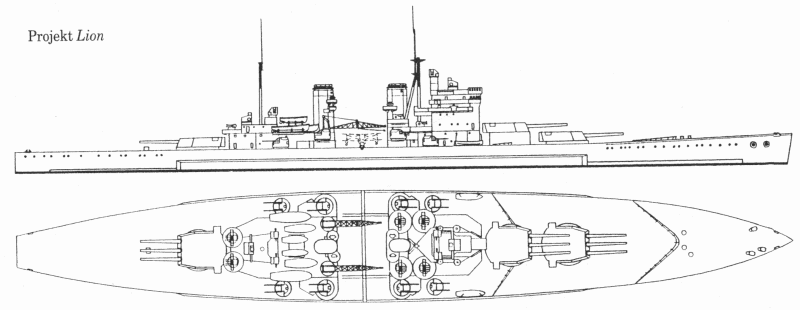
“狮”号线图

在1936年的第二次伦敦海军条约中，出席的各大国家商定了战舰的上限，但一项递增条款允许在各方违约的情况下进行增加。到了1938年，因对日本的担忧，英国和美国提高了允许的限制至45,000長噸（46,000公噸）的排水量和16英寸（406）的主炮口径。海军部原计划在乔治五世级战列舰进入服役时，报废效率低下的复仇级战列舰。但这些计划很快就改变了，海军部新的雄心是组建一支由20艘战列舰组成的战列舰队，其中15艘达到现代化标准，为此至少要保留复仇级战舰到1942年。为了实现这个目标，海军希望在1938年的海军计划中增加三艘战列舰，但最终只有两艘得到了批准，而且它们还必须使用通常只在紧急情况下才使用的备用船台。同时，人们发现除非1938年开建的战列舰能在1942年之前完工，否则在1940年至1943年间，仅有12艘现代化和8艘老式战列舰的英国皇家海军将处于不利地位。而他们面对的是由德国和日本联手的20艘现代化战列舰。战争开始后，本舰级的建造工程被暂停，以便将资源转移到更重要的生产活动上。虽然战争期间本舰级的设计进行了修订，但没有进行进一步的建造工作。
| 舰名                         | 建造者                     | 主武装           | 排水量                   | 推进器 | 服役         | 服役       | 服役       | 服役                             |
| 舰名                         | 建造者                     | 主武装           | 排水量                   | 推进器 | 开建         | 下水       | 完工       | 结局                             |
| ---------------------------- | -------------------------- | ---------------- | ------------------------ | ------ | ------------ | ---------- | ---------- | -------------------------------- |
| “狮”号 （HMS Lion）          | 英国维克斯-阿姆斯特朗公司  | 9门16英寸（406） | 48,410長噸（49,190公噸） | ー     | 1939年7月4日 | ー         | ー         | 1945年10月15日未完成建造就被报废 |
| “鲁莽”号 （HMS Temeraire）   | 英国凯莫尔·莱尔德造船厂    | 9门16英寸（406） | 48,410長噸（49,190公噸） | ー     | 1939年6月1日 | ー         | ー         | 1945年10月15日未完成建造就被报废 |
| “征服者”号 （HMS Conqueror） | 英国约翰·布朗公司          | 9门16英寸（406） | 48,410長噸（49,190公噸） | ー     | 计划被取消   | 计划被取消 | 计划被取消 | 计划被取消                       |
| “雷神”号 （HMS Thunderer）   | 英国费尔菲尔德船舶工程公司 | 9门16英寸（406） | 48,410長噸（49,190公噸） | ー     | 计划被取消   | 计划被取消 | 计划被取消 | 计划被取消                       |

### “前卫”号

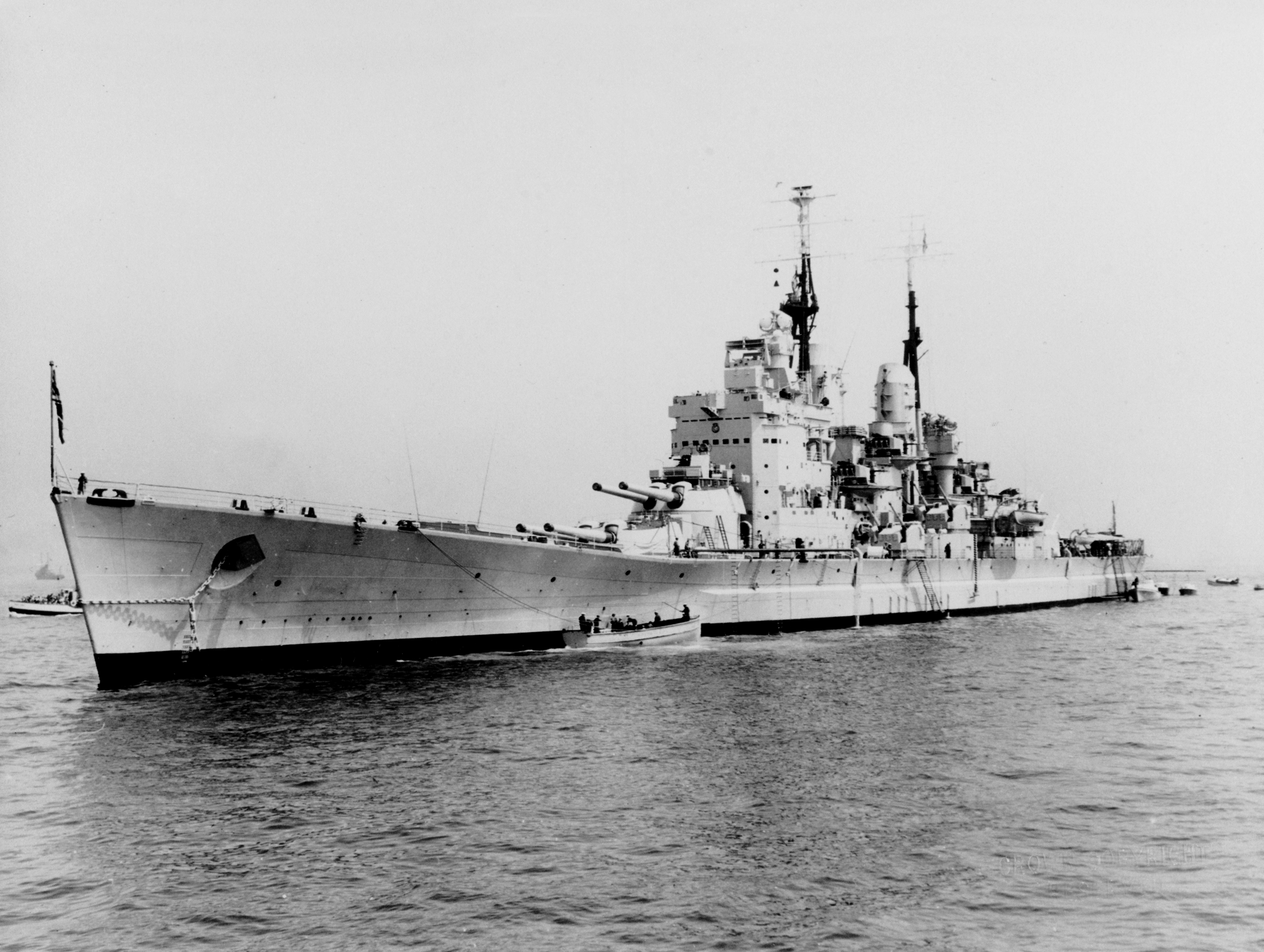
1950年的“前卫”号

由于预料到德国和日本的战列舰的总和将会在二战早期就超过英国，因此英国开始建造狮级战列舰。然而，为狮级战列舰建造三联装16英寸（406）炮塔的工程耗时较长，预计最早也要等到1943年才能完成。而此时英国已经有足够的15英寸（381）炮和炮塔储备，可以允许再建造一艘以修改后的狮级设计案为基础，拥有四座双联装15英寸炮塔的战舰，而且可以比已经开始建造的狮级更早完成建造。由此开始的“前卫”号的建造工程在战争期间多次启动和赞同，而其设计方案在建造过程中多次修改以反映战争经验。这些工程中断和变更导致该舰一直拖到战争结束后才完成建造。作为英国皇家海军战列舰中最大、最快的一艘，“前卫”号是其所在舰级唯一的一艘船舰，也是英国建造的最后一艘战列舰。
1946年底完成试航后，“前卫”号的第一个任务是在次年初，为英王乔治六世及其家人进行英国君主首次南非皇家访问。在返回后进行改装期间，该舰被选中参加1948年澳大利亚和新西兰的另一次皇家访问。但最终这次访问因乔治国王健康状况下降而取消。“前卫”号随后于1949年初暂时成为地中海舰队的旗舰。1949年中旬回国后，“前卫”号成为本土舰队训练分队的旗舰。在该舰的服役生涯中，通常是分配作为各舰队的旗舰。在1950年代初，“前卫”号参与了许多与北约部队的训练演习。1953年，该舰参加了伊丽莎白二世女王的加冕检阅。在1955年进行改装期间，海军部宣布，该舰在工程完成后将被归入预备役。“前卫”号最终于1960年开始拆解并出售。
| 舰名                      | 建造者            | 主武装           | 排水量                   | 推进器                                                            | 服役          | 服役           | 服役          | 服役                 |
| 舰名                      | 建造者            | 主武装           | 排水量                   | 推进器                                                            | 开建          | 下水           | 完工          | 结局                 |
| ------------------------- | ----------------- | ---------------- | ------------------------ | ----------------------------------------------------------------- | ------------- | -------------- | ------------- | -------------------- |
| “前卫”号 （HMS Vanguard） | 英国约翰·布朗公司 | 8门15英寸（381） | 44,500長噸（45,200公噸） | 4具螺旋桨，4座帕森斯涡轮，31.57節（58.47每小時；36.33英里每小時） | 1941年10月2日 | 1944年11月30日 | 1946年5月12日 | 1960年8月4日作废出售 |

## 脚注

### 引用
1. 1 2 3  江泓 (2015a)，第101頁.
2. 1 2 3 4  江泓 (2015a)，第106頁.
3. 1 2 3 4  江泓 (2015a)，第109頁.
4. 1 2 3 4 5 6 7  江泓 (2015a)，第115頁.
5. 1 2 3  江泓 (2015a)，第125頁.
6. 1 2 3  江泓 (2015a)，第123頁.
7. 1 2  江泓 (2015a)，第138頁.
8. 1 2  江泓 (2015a)，第147頁.
9. 1 2 3  江泓 (2015a)，第154頁.
10. 1 2  江泓 (2015a)，第158頁.
11. ↑  江泓 (2015a)，第181頁.
12. ↑  章骞 (2014)，第130頁.
13. 1 2  江泓 (2015a)，第186頁.
14. 1 2 3 4 5 6 7 8 9 10 11 12 13 14  江泓 (2015b)，第16頁.
15. 1 2 3 4 5  江泓 (2015b)，第52頁.
16. 1 2 3 4 5  江泓 (2015b)，第46頁.
17. 1 2 3 4  江泓 (2015b)，第60頁.
18. 1 2 3 4 5 6 7 8 9 10 11  江泓 (2015b)，第72頁.
19. 1 2 3 4  江泓 (2015b)，第101頁.
20. 1 2 3 4 5  江泓 (2015b)，第80頁.
21. 1 2 3 4  江泓 (2015b)，第108頁.
22. 1 2 3 4 5 6 7 8 9 10 11  江泓 (2015b)，第178頁.
23. 1 2 3 4 5  江泓 (2015b)，第204頁.
24. 1 2 3 4 5 6 7 8  江泓 (2015b)，第217頁.
25. 1 2 3 4  杨冯生 (2021)，第133頁.
26. ↑  Friedman (1985)，第181–182頁.
27. ↑  Kennedy (1983)，第277頁.
28. ↑  Ireland (1997)，第124–126, 139–142頁.
29. ↑  Sumrall (1973)，第25–28頁.
30. ↑  杨冯生 (2021)，第171頁.
31. ↑  Gardiner (2001)，第7, 14頁.
32. ↑  Gröner (1990)，第ix頁.
33. 1 2  Friedman (2015)，第111頁.
34. ↑  日本海人社 (2010)，第28頁.
35. ↑  江泓 (2015a)，第93頁.
36. ↑  Burt (1986)，第132頁.
37. ↑  Parkes (1990)，第510, 525–526頁.
38. 1 2  Burt (1986)，第134, 136頁.
39. ↑  Parkes (1990)，第253頁.
40. 1 2 3  Burt (1986)，第146, 148, 150頁.
41. ↑  Burt (1986)，第148, 150頁.
42. ↑  Campbell (1986)，第156–158, 193–195, 204–210, 218–220, 226–229, 276–277, 346–347頁.
43. ↑  Dreadnought Project: Operation ZZ.
44. 1 2  Admiralty (May 1919)，第5頁.
45. ↑  Admiralty (April 1920)，第707a頁.
46. ↑  Admiralty (November 1920)，第695–6, 707a頁.
47. 1 2 3 4 5  江泓 (2015a)，第94頁.
48. ↑  Burt (1986)，第136頁.
49. 1 2 3  江泓 (2015a)，第96頁.
50. 1 2  Burt (1986)，第146頁.
51. 1 2 3 4  Burt (1986)，第150頁.
52. ↑  Burt (1986)，第148頁.
53. ↑  Burt (1986)，第176–179頁.
54. ↑  Brooks (1995)，第45, 47–48頁.
55. 1 2  Admiralty (March 1913)，第269頁.
56. ↑  Burt (1986)，第186-188頁.
57. ↑  余耀东 (2022)，第279頁.
58. ↑  江泓 (2015a)，第125-128頁.
59. ↑  Jellicoe (1919)，第149, 167–168, 173, 185頁.
60. ↑  Goldrick (2015)，第200–214頁.
61. ↑  Campbell (1986)，第204, 207–209, 346–347頁.
62. ↑  张师竹 (2013)，第339頁.
63. ↑  Burt (1986)，第181, 186–188.頁.
64. ↑  Colledge & Warlow (2006)，第188頁.
65. ↑  江泓 (2015a)，第113-114頁.
66. 1 2 3 4  Burt (1986)，第176頁.
67. 1 2  Burt (1986)，第187頁.
68. 1 2  江泓 (2015a)，第120頁.
69. 1 2 3  Burt (1986)，第188頁.
70. ↑  Lenton (1998)，第574頁.
71. ↑  Jellicoe (1919)，第149頁.
72. ↑  Hore (2006)，第44–45頁.
73. 1 2 3 4 5 6 7 8 9  Gardiner & Gray (1985)，第31頁.
74. 1 2 3  Gardiner & Gray (1985)，第32頁.
75. ↑  Jellicoe (1919)，第7頁.
76. ↑  Gardiner & Gray (1985).
77. 1 2 3  Burt (1986)，第226頁.
78. ↑  江泓 (2015a)，第141頁.
79. ↑  江泓 (2015a)，第147-148, 154頁.
80. ↑  江泓 (2015a)，第148-149頁.
81. ↑  Campbell (1986)，第16, 121–122, 151–157, 164, 167, 188–191, 205, 206, 209, 210, 212, 296, 335頁.
82. ↑  Hore (2006)，第45頁.
83. ↑  Burt (1986)，第215, 226, 228, 230, 231頁.
84. ↑  Halpern (2011)，第32–33頁.
85. ↑  Halpern (2011)，第251, 434頁.
86. ↑  Burt (1986)，第219, 228, 230, 231頁.
87. ↑  Halpern (2011)，第376頁.
88. 1 2  Colledge & Warlow (2006)，第37頁.
89. ↑  Burt (1986)，第227, 229頁.
90. ↑  Brown (2006)，第20, 63–65, 68頁.
91. ↑  Brown (2006)，第22頁.
92. 1 2  Burt (1986)，第231頁.
93. ↑  Colledge & Warlow (2006)，第198頁.
94. 1 2 3 4 5 6  江泓 (2015a)，第137頁.
95. ↑  Burt (1986)，第216頁.
96. ↑  Burt (1986)，第229頁.
97. ↑  江泓 (2015a)，第159頁.
98. ↑  江泓 (2015a)，第173頁.
99. ↑  日本海人社 (2010)，第23頁.
100. 1 2 3  Burt (1986)，第245頁.
101. ↑  Hough (1967)，第72, 75, 109-122頁.
102. 1 2  Burt (1986)，第244-245, 250頁.
103. 1 2  Parkes (1990)，第605頁.
104. ↑  Hough (1967)，第174頁.
105. ↑  Tarrant (1999)，第131, 133頁.
106. ↑  Hough (1967)，第183頁.
107. ↑  Newbolt (1931)，第236–37頁.
108. ↑  Hough (1967)，第186頁.
109. 1 2 3  Burt (1986)，第250頁.
110. 1 2  江泓 (2015a)，第176頁.
111. ↑  Gardiner & Gray (1985)，第37頁.
112. ↑  Burt (1986)，第224頁.
113. ↑  Burt (1986)，第244頁.
114. ↑  Burt (1986)，第245, 250頁.
115. ↑  江泓 (2015a)，第165頁.
116. ↑  Burt (1986)，第247–48, 252頁.
117. ↑  Silverstone (1984)，第230頁.
118. ↑  Jellicoe (1919)，第129–133, 135–137, 143, 156, 158, 163–165, 179, 182–184頁.
119. ↑  Admiralty (July 1915)，第10頁.
120. ↑  Admiralty (December 1915)，第10頁.
121. ↑  Campbell (1986)，第96, 148, 197–98, 248, 273–74, 346, 358頁.
122. ↑  Halpern (1995)，第330–32, 418–20頁.
123. ↑  Admiralty (March 1919)，第10頁.
124. 1 2 3  Burt (1986)，第256頁.
125. ↑  Admiralty (January 1920)，第695–696, 770–771頁.
126. 1 2  江泓 (2015a)，第185頁.
127. ↑  Burt (1986)，第247–48頁.
128. ↑  Burt (1986)，第248頁.
129. ↑  Burt (1986)，第247-248頁.
130. 1 2  江泓 (2015a)，第184頁.
131. 1 2  江泓 (2015a)，第187頁.
132. ↑  Chilean Navy: Almirante Latorre.
133. ↑  Burt (1986)，第257–260, 262–263頁.
134. ↑  Gardiner & Gray (1985)，第38頁.
135. 1 2 3  江泓 (2015a)，第188頁.
136. 1 2 3  Burt (1986)，第266頁.
137. ↑  Campbell (1986)，第157, 206–207, 210頁.
138. 1 2  江泓 (2015a)，第189頁.
139. 1 2 3  Burt (1986)，第260頁.
140. ↑  Burt (1986)，第262-63頁.
141. ↑  Burt (1986)，第265頁.
142. ↑  江泓 (2015b)，第20頁.
143. ↑  Parkes (1990)，第600頁.
144. 1 2  Burt (2012b)，第284頁.
145. 1 2  Raven & Roberts (1976)，第14頁.
146. ↑  Greger (1997)，第101頁.
147. 1 2 3  江泓 (2015b)，第8頁.
148. 1 2  江泓 (2015b)，第25頁.
149. ↑  江泓 (2015b)，第25-26頁.
150. ↑  江泓 (2015b)，第26頁.
151. ↑  江泓 (2015b)，第45頁.
152. ↑  江泓 (2015)，第28頁.
153. ↑  江泓 (2015b)，第59-60頁.
154. ↑  江泓 (2015b)，第65頁.
155. ↑  江泓 (2015b)，第94頁.
156. ↑  Burt (2012b)，第300–302, 309頁.
157. ↑  Raven & Roberts (1976)，第37頁.
158. ↑  Burt (2012b)，第302頁.
159. ↑  Friedman (2011)，第84頁.
160. ↑  Jellicoe (1919)，第318頁.
161. ↑  Massie (2003)，第576頁.
162. ↑  Burt (2012b)，第317–320頁.
163. ↑  Levy (2002)，第22頁.
164. 1 2 3 4  江泓 (2015b)，第71頁.
165. ↑  江泓 (2015b)，第107頁.
166. 1 2 3 4  江泓 (2015b)，第88頁.
167. ↑  江泓 (2015b)，第114頁.
168. 1 2  江泓 (2015b)，第117頁.
169. ↑  Campbell (1977a)，第43頁.
170. ↑  Campbell (1977b)，第37頁.
171. 1 2  Raven & Roberts (1976)，第101, 105頁.
172. ↑  Campbell (1977b)，第37–38頁.
173. ↑  江泓 (2015b)，第118頁.
174. ↑  江泓 (2015b)，第134頁.
175. ↑  Burt (2012)，第345, 348頁.
176. ↑  Parkes (1990)，第654頁.
177. ↑  Sturnton (2008)，第135頁.
178. 1 2 3  江泓 (2015b)，第132頁.
179. ↑  Bennett (2008)，第118頁.
180. 1 2 3  江泓 (2015b)，第127頁.
181. 1 2  Garzke (1985)，第5頁.
182. ↑  江泓 (2015b)，第151頁.
183. ↑  江泓 (2015b)，第153頁.
184. ↑  江泓 (2015b)，第168-169頁.
185. 1 2 3  Brown (2000)，第28–29頁.
186. ↑  Garzke & Dulin (1980)，第176頁.
187. ↑  Roberts (1989)，第13頁.
188. ↑  Burt (2012)，第395頁.
189. ↑  Chesneau (2004)，第12–13頁.
190. ↑  Chesneau (2004)，第13頁.
191. ↑  Garzke & Dulin (1980)，第214頁.
192. ↑  Konstam (2009)，第43頁.
193. ↑  Rohwer (2005)，第226頁.
194. 1 2 3 4  Chesneau (2004)，第15頁.
195. ↑  Chesneau (2004)，第16頁.
196. ↑  Konstam (2009)，第44頁.
197. ↑  Garzke & Dulin (1980)，第224頁.
198. ↑  Garzke & Dulin (1980)，第216、220頁.
199. ↑  Chesneau (2004)，第14–15頁.
200. ↑  Chesneau (2004)，第10頁.
201. ↑  Garzke & Dulin (1980)，第215頁.
202. ↑  Garzke & Dulin (1980)，第225頁.
203. ↑  Garzke & Dulin (1980)，第223頁.
204. ↑  Roberts (1989)，第14頁.
205. ↑  江泓 (2015b)，第185頁.
206. 1 2 3  江泓 (2015b)，第186頁.
207. ↑  江泓 (2015b)，第189-191頁.
208. 1 2 3  江泓 (2015b)，第192頁.
209. ↑  江泓 (2015b)，第198頁.
210. 1 2 3  江泓 (2015b)，第199頁.
211. ↑  江泓 (2015b)，第209頁.
212. 1 2 3  江泓 (2015b)，第216頁.
213. ↑  Maiolo (1998)，第148–150頁.
214. ↑  Maiolo (1998)，第151頁.
215. ↑  Johnston & Buxton (2013)，第47頁.
216. 1 2  Friedman (2015)，第336頁.
217. 1 2  江泓 (2015b)，第218頁.
218. ↑  Garzke & Dulin (1980)，第274, 281–283, 298–299頁.
219. ↑  Raven & Roberts (1976)，第321–322頁.
220. ↑  McCart (2001)，第42, 45–46, 48–49, 53–54, 56, 60, 62–63, 65, 67–68, 87, 90, 92–93頁.
221. ↑  江泓 (2015b)，第230頁.
222. ↑  Raven & Roberts (1976)，第325頁.
223. ↑  Raven & Roberts (1976)，第297頁.
224. ↑  Garzke & Dulin (1980)，第297頁.
225. ↑  Raven & Roberts (1976)，第334頁.
226. ↑  江泓 (2015b)，第231頁.
227. 1 2  江泓 (2015b)，第232頁.

## 期刊来源
- 王义山. . 舰船知识. 2008. ISBN 9771000714082 请检查|isbn=值 (帮助). ISSN 1000-7148 （中文（中国大陆））.